# Charlotta Jonasson

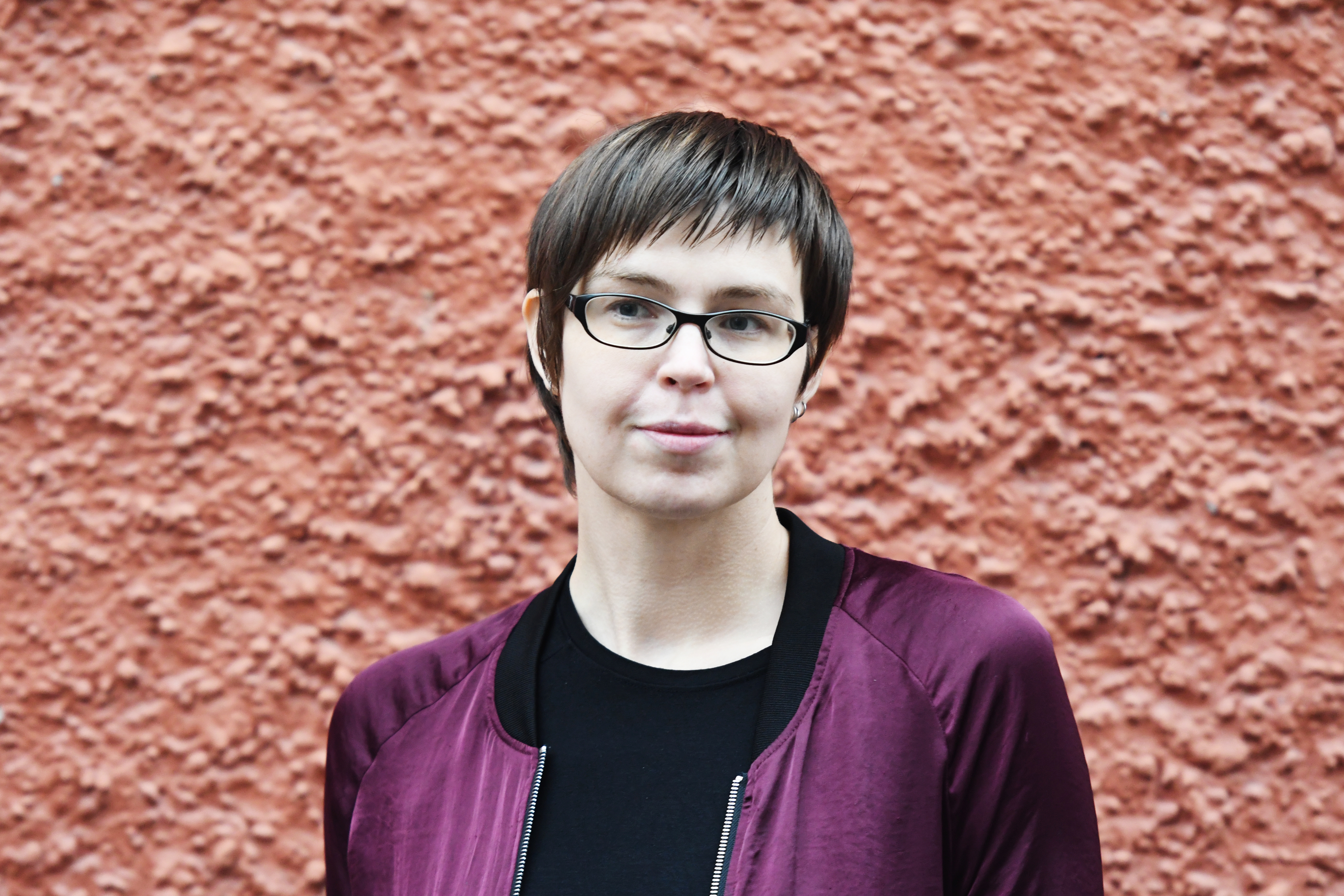
Charlotta Jonasson 2018-10-05.

Charlotta Jonasson, född 1983, är en svensk författare och översättare som bor i Enköping. Hon har tagit examen i svenska/översättning, engelska och franska vid Uppsala universitet.   Charlotta Jonasson debuterade med science fiction-romanen Varia på Undrentide förlag 2015. Innan debuten skrev hon noveller publicerade i tidskriften Mitrania, där hon 2004 vann förstapris i deras novelltävling. Hon har även skrivit noveller i antologierna Skrämmande skogar (utgiven av Schakt, 2005) och Vansinnesverk (utgiven av Catahya, 2011). 2019 publicerade Vendels förlag hennes första diktsamling, Dans makaber, om att leva med psykisk ohälsa. Hennes andra diktsamling hette Norn och publicerades 2021. 2023 publicerades hennes tredje diktsamling Dereliker.

## Bibliografi

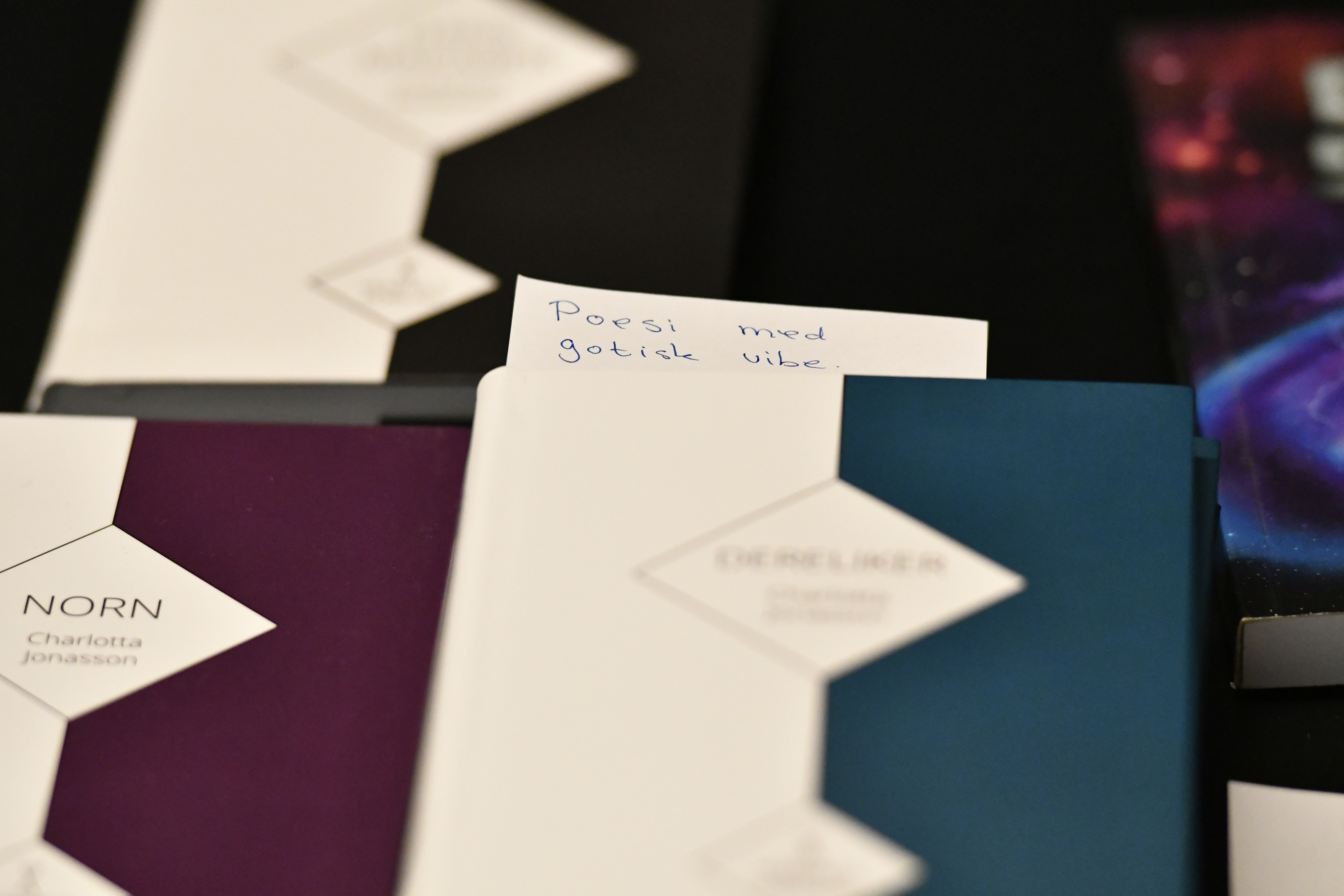
Charlotta Jonassons diktsamlingar Dans makaber, Norn och Dereliker till försäljning.